# Sittelsdorf
Sittelsdorf ist ein Gemeindeteil der Gemeinde Herrngiersdorf im niederbayerischen Landkreis Kelheim. Bis zum 31. Dezember 1971 bildete es eine selbstständige Gemeinde.

## Lage
Das Kirchdorf Sittelsdorf liegt in der Hallertau etwa zwei Kilometer südlich von Herrngiersdorf.

## Geschichte
Sittelsdorf bildete eine Obmannschaft im Herzogtum Bayern. Im Jahr 1752 bestand der Ort aus zehn Anwesen. 
Die 1818 mit dem bayerischen Gemeindeedikt gegründeten Gemeinde Sittelsdorf mit den Orten Altbach und Buchberg gehörte zum Landgerichtsbezirk Rottenburg, Bezirksamt und schließlich Landkreis Rottenburg an der Laaber. Am 1. Januar 1972 wurde sie im Zuge der Gebietsreform in Bayern in die Gemeinde Herrngiersdorf eingegliedert.
Im Nordwesten von Sittelsdorf befindet sich der Sitz der Ropa Maschinenbau.

## Sehenswürdigkeiten
- Filialkirche St. Nikolaus. Sie hat einen spätgotischen Chor aus der zweiten Hälfte des 15. Jahrhunderts und ein barockes Langhaus. Kirchlich ist Sittelsdorf eine Filiale der Pfarrei Semerskirchen.
- Grabhügelgruppen im Nordosten und Nordwesten

## Vereine
- Freiwillige Feuerwehr Sittelsdorf
- Jagdgenossen Sittelsdorf